# Arne Møller (musiker)
 Der er flere personer med dette navn, se Arne Møller.
Arne Møller (5. august 1919 – 23. november 2007 i Brøndby) var en dansk klarinettist og kgl. kapelmusikus.
Arne Møller blev uddannet på Det Kgl. Danske Musikkonservatorium i 1943. Efter debutkoncerten fem år efter fortsatte han sine studier og blev i 1949 ansat som solo-klarinettist i Odense Byorkester, og efter en konkurrence i 1956 blev han ansat i Det Kongelige Kapel. Han modtog i 1955 Musikanmeldernes Ærespris. I 1969 blev han konstitueret som solo-klarinettist i Kapellet, og i 1977 blev han udnævnt til førsteklarinettist, hvilket han var til 1983.
Arne Møller medvirkede i opførelsen af omkring 15 forskellige solokoncerter med alt lige fra Johann Melchior Molters klarinetkoncert, som var blandt verdens tidligste, til nyskrevne danske værker. Han kan bl.a. høres på pladen Arne Møller: Et Clarinetportræt (Classico 2004).